# Jezebel – Die boshafte Lady
Jezebel – Die boshafte Lady (Originaltitel: Jezebel) ist ein US-amerikanischer Liebesfilm des Regisseurs William Wyler aus dem Jahr 1938 mit Bette Davis und Henry Fonda in den Hauptrollen. Der Film basiert auf dem 1933 uraufgeführten Theaterstück Jezebel von Owen Davis.

## Handlung
New Orleans im Jahr 1852: Die reiche Südstaatlerin Julie fordert für ihr Leben gern die Mitglieder der vornehmen Gesellschaft heraus, indem sie bewusst mit den vorherrschenden Konventionen bricht. Sie provoziert damit auch ihren Verlobten Preston, der sich gegen ihr Verhalten jedoch nicht durchsetzen kann. Zu einer in ihrem Haus veranstalteten Feier erscheint Julie zu spät und im Reitkleid; als der Bankangestellte Preston sie nicht zu ihrer Schneiderin begleiten kann, weil er eine wichtige Besprechung hat, begibt sie sich – für eine Frau unschicklich – in die Bank, um ihn zur Rede zu stellen. Als sie schließlich beim traditionellen Olympus-Ball ein rotes Kleid trägt, obwohl dies die Farbe der Dirnen ist und unverheiratete Frauen traditionell die Farbe Weiß tragen, bricht Preston mit ihr. Er verlässt die Stadt und geht beruflich nach New York.
Ein Jahr später ist in New Orleans das Gelbfieber ausgebrochen. Julie hat ihr Verhalten Preston gegenüber tief bereut, das vergangene Jahr über kaum ihr Haus verlassen und jegliche Gesellschaft gemieden. Als sie erfährt, dass Preston in den nächsten Tagen nach New Orleans zurückkommen wird, blüht sie auf. Sie will ihn um Vergebung bitten und malt sich bereits die gemeinsame Hochzeit aus. Auf dem anlässlich seiner Rückkehr gegebenen Fest erscheint Preston jedoch mit seiner Ehefrau Amy. Julie bemüht sich, die Fassung zu wahren und beginnt schon nach kurzer Zeit, Ränke gegen „die kleine Yankee“ zu schmieden. In der Folge fordert Prestons Bruder Ted den gemeinsamen Freund Buck zum Duell, da dieser – von Julie angestachelt – schlecht über Amy gesprochen hat. Buck wird im Duell getötet, was Tante Belle dazu bringt, Julie voll Verachtung „Jezebel“ entgegenzuschleudern, da sie trotz ihres engelsgleichen Aussehens zur Bosheit neige.
Preston hat von dem Duell nichts mitbekommen, da er beruflich in die Innenstadt von New Orleans fahren musste. In einer Bar bricht er zusammen – er ist an Gelbfieber erkrankt. Dr. Livingstone bringt ihn in Julies Stadthaus und informiert die Gesellschaft um Julie, die sich im Landhaus außerhalb der Stadt aufhält. Es besteht die Gefahr, dass Preston auf die so genannte Lepra-Insel gebracht wird, wo man die Gelbfieberkranken aus Angst vor Ansteckung isoliert. Seine Überlebenschancen wären äußerst gering. Da die Stadt abgeriegelt ist, schleicht sich Julie über Umwege zu Preston und kümmert sich um ihn. Die Gesellschaft kommt erst später zu ihnen, als Dr. Livingstone Preston bereits bei den Behörden als erkrankt gemeldet hat. Amy bittet darum, mit Preston auf die Insel gehen zu dürfen, um ihn dort gesundzupflegen. Julie weiß jedoch, dass nur sie stark genug ist, Preston auf der Insel zu retten. Sie kennt die Menschen und ihre Art und sie will Sühne leisten. Amy sieht ein, dass sie zwar die Frau ist, die Preston liebt, jedoch nicht stark genug für seine Rettung wäre, so dass schließlich Julie mit Preston auf die Insel geht.

## Hintergrund

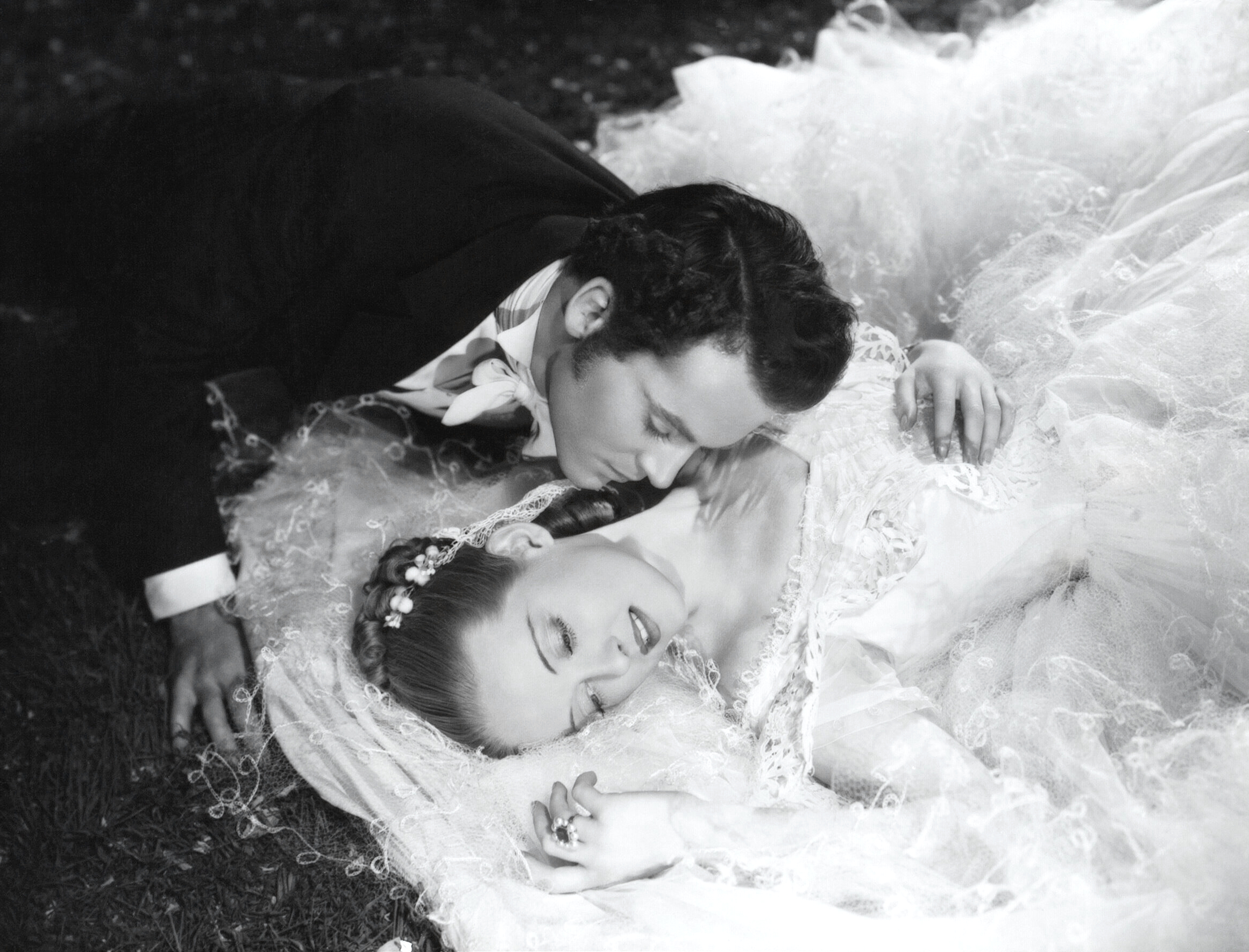
Bette Davis und Henry Fonda in einer Szene des Films (1938)

Der für seinen Perfektionismus und das ständige Wiederholen einzelner Einstellungen bekannte William Wyler überzog das Budget und die eigentlich angesetzte Drehzeit deutlich. Als Wyler eine Ablösung als Regisseur drohte, machte sich Hauptdarstellerin Bette Davis bei Warner-Studioboss Jack L. Warner für den Regisseur stark. Sie wusste, dass sie mit dieser Rolle ihrer Karriere einen weiteren Schwung geben könnte, und mochte Wylers Genauigkeit und dass ihm selbst kleinste Details auffielen. Nur zu Anfang sei sie überrascht gewesen, da er sie am ersten Arbeitstag eine einzelne Einstellung 38-mal wiederholen ließ: „Davor habe ich höchstens eine Einstellung zweimal wiederholen müssen.“ In einem Interview mit Dick Cavett in dessen Fernsehshow sagte Davis 1971, ihr Wochenhonorar habe 650 US-Dollar (2023: inflationsbereinigt ca. 14.150 Dollar) betragen.
Trotz der Verzögerungen bei den Dreharbeiten schaffte es Hauptdarsteller Fonda rechtzeitig, nach Abdrehen aller seiner Szenen am 21. Dezember 1937 bei der Geburt seiner Tochter Jane Fonda in New York gegenwärtig zu sein. Die damalige Boulevardpresse spekulierte über Auseinandersetzungen zwischen Fonda und Wyler, da beide früher mit der Schauspielerin Margaret Sullavan verheiratet gewesen waren. Diese Gerüchte wurden dadurch befeuert, dass Fonda besonders viele Szenen unter Wylers Regie wiederholen musste. In Wirklichkeit war das Verhältnis der beiden Männer jedoch positiv; Wyler wiederholte vor allem deshalb so viele Einstellungen, da sowohl er als auch Henry Fonda selbst der Ansicht waren, dass er für seine Rolle des Preston eigentlich eine Fehlbesetzung war.
Am Ende lag das Budget des Films bei knapp über einer Million US-Dollar, eine damals deutlich überdurchschnittliche Summe für einen Hollywood-Film. Jezebel brachte Davis ihren zweiten und zugleich letzten Oscar ein, obgleich sie im Laufe ihrer langen Karriere noch acht weitere Male für diesen Preis nominiert werden sollte. Davis und Wyler arbeiteten nochmals erfolgreich bei den Dramen Das Geheimnis von Malampur (1940) und Die kleinen Füchse (1941) zusammen.

## Rezeption
Jezebel eröffnete zu überwiegend guten Kritiken, insbesondere Bette Davis wurde sehr für ihr Spiel gelobt. Der Film war auch beim Publikum erfolgreich und spielte trotz seines ungeplant hohen Budgets einen deutlichen Gewinn ein. Bei Rotten Tomatoes hat Jezebel, basierend auf 23 Kritikerstimmen, eine positive Wertung von 96 % (Stand: März 2025).
Der film-dienst bewertete Wylers Film in seiner Kritik als „antiquiertes Gesellschaftsdrama, dessen Titelbezug auf die biblische Königin Jezebel recht willkürlich“ erscheine. Jezebel – Die boshafte Lady sei „einzig wegen der großartigen Darstellung von Bette Davis ansehenswert“.
Wylers Biograf Jan Herman schrieb in Bezug auf die Darstellung der Südstaaten und der Afroamerikaner, dass Jezebel in seiner teilweisen Idealisierung der Südstaaten und in seinem paternalistischen Rassismus gegenüber den afroamerikanischen Sklavenfiguren im Film sehr typisch für einen Hollywood-Film der 1930er-Jahre sei. Wyler statte die schwarzen Figuren aber immerhin mit einer Humanität aus und mache in mehreren Szenen deutlich, weshalb die konservative Südstaatengesellschaft im heranziehenden Bürgerkrieg gegen die Nordstaaten untergehen musste.

## Auszeichnungen
- 1939: „Besondere Empfehlung“ („Special Recommendation“) für William Wyler bei den Filmfestspielen von Venedig
- 1939: Oscars in den Kategorien Beste Hauptdarstellerin (Davis) und Beste Nebendarstellerin (Bainter); Nominierungen in den Kategorien Bester Film, Beste Kamera und Beste Filmmusik für Max Steiner
- 2009: Aufnahme in das National Film Registry

## Deutsche Fassung
Die deutsche Synchronfassung entstand 1979.
| Rolle              | Darsteller       | Synchronsprecher  |
| ------------------ | ---------------- | ----------------- |
| Julie              | Bette Davis      | Maddalena Kerrh   |
| Preston Dillard    | Henry Fonda      | Gerd Böckmann     |
| Buck Cantrell      | George Brent     | Reinhard Glemnitz |
| Dr. Livingstone    | Donald Crisp     | Michael Tellering |
| Tante Belle        | Fay Bainter      | Ursula Traun      |
| Ted Dillard        | Richard Cromwell | Martin Umbach     |
| Mrs. Kendrick      | Spring Byington  | Alice Franz       |
| Jean Le Cour       | John Litel       | Leo Bardischewski |
| Dick Allen         | Gordon Oliver    | Frank Engelhardt  |
| Molly Allen        | Janet Shaw       | Ursula Wolff      |
| Stephanie Kendrick | Margaret Early   | Madeleine Stolze  |